# Sinokannemeyeria

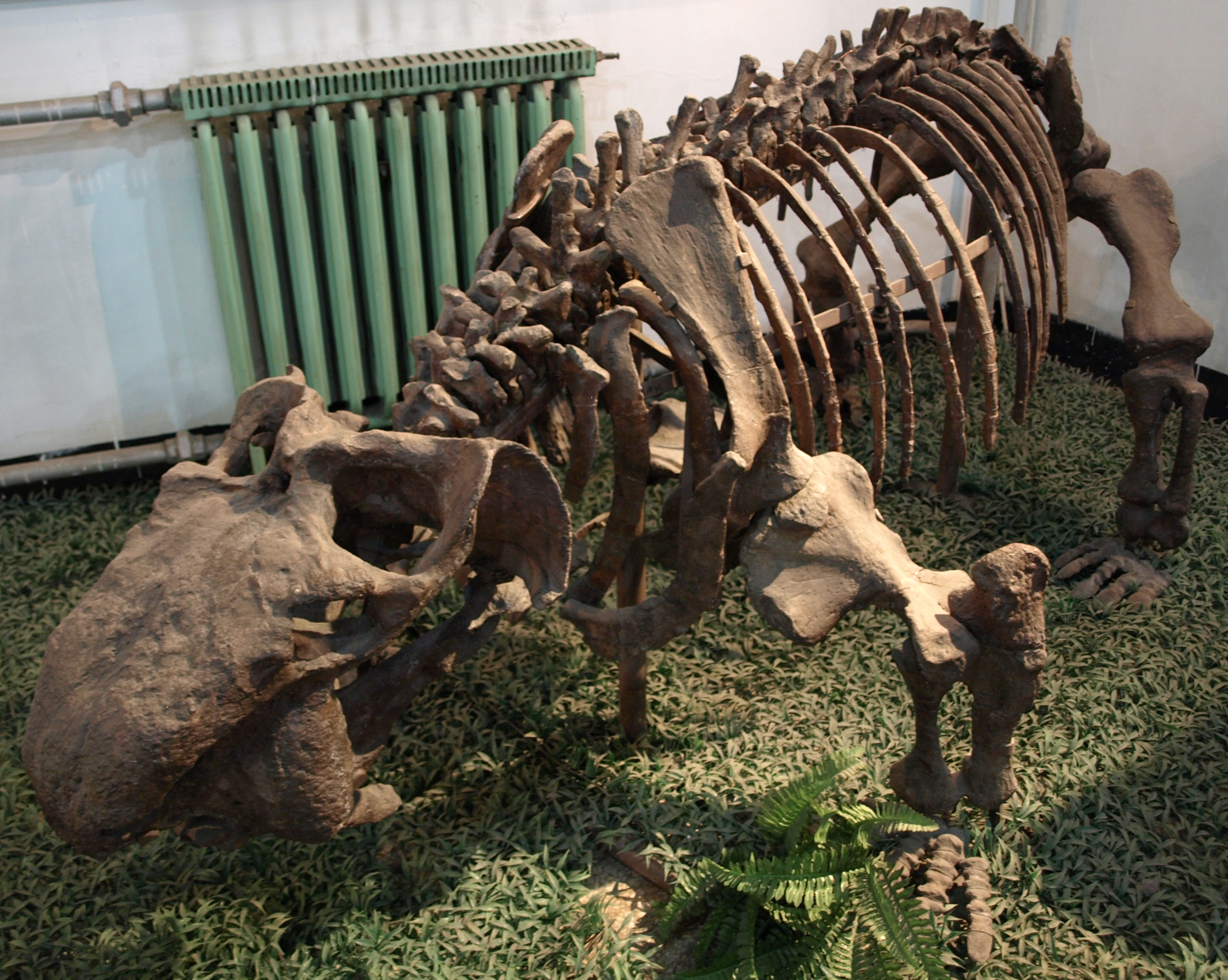
Un espécimen de Sinokannemeyeria yingchiaoensis, exhibido en el Museo Paleontológico de China

Sinokannemeyeria es un género extinto de sinápsidos dicinodontos.
Medían alrededor de 2 metros y pesaban unos 120 kg, tenía un hocico largo, con colmillos que apuntaban hacia abajo, los cuales surgían de proyecciones bulbosas en la mandíbilula superior. Las inserciones musculares de la parte posterior del cráneo, eran muy pequeñas, lo cual sugiere que Sinokannemeyeria a diferencia de los otros dicinodontes no poseía músculos cervicales lo suficientemente poderosos para esquilar plantas. La mayor parte de los dicinodontos arrancaban las plantas deslizando su mandíbula, hacia adelante y hacia atrás. Sinokannemeyeria en cambio se alimentaba desgarrándolas con la prominencia anterior del hocico en forma de pico. 